# Gouvernement de la RDA de 1958-1963
 (novembre 2024).
Si vous disposez d'ouvrages ou d'articles de référence ou si vous connaissez des sites web de qualité traitant du thème abordé ici, merci de compléter l'article en donnant les références utiles à sa vérifiabilité et en les liant à la section « Notes et références ».
RDA
1954-1958 1963-1967
Le troisième gouvernement de la République démocratique allemande (RDA) dure du 8 décembre 1958 au 14 novembre 1963.

## Composition au 8 décembre 1958[1]

### Présidence
| Image | Fonction                           |  | Nom             | Parti |
| ----- | ---------------------------------- |  | --------------- | ----- |
|       | Président du conseil des ministres |  | Otto Grotewohl  | SED   |
|       | Premier vice-président             |  | Walter Ulbricht | SED   |

### Ministres
| Image | Fonction                                                  |  | Nom                  | Parti |
| ----- | --------------------------------------------------------- |  | -------------------- | ----- |
|       | Ministre de la Défense nationale                          |  | Willi Stoph          | SED   |
|       | Ministre des Affaires étrangères                          |  | Lothar Bolz          | NDPD  |
|       | Ministre du Commerce extérieur et intérieur               |  | Heinrich Rau         | SED   |
|       | Ministre de l'Intérieur                                   |  | Karl Maron           | SED   |
|       | Ministre des Finances                                     |  | Willy Rumpf          | SED   |
|       | Ministre de l'Éducation                                   |  | Alfred Lemmnitz      | SED   |
|       | Ministre de la Sécurité d'État                            |  | Erich Mielke         | SED   |
|       | Ministre de l'Agriculture et des Forêts                   |  | Hans Reichelt        | DBD   |
|       | Ministre du Commerce et de l'Approvisionnement            |  | Curt Wach            | SED   |
|       | Ministre de la Santé                                      |  | Max Sefrin           | CDU   |
|       | Ministre des Transports                                   |  | Erwin Kramer         | SED   |
|       | Ministre des Postes et des Télécommunications             |  | Friedrich Burmeister | CDU   |
|       | Ministre des Travaux publics                              |  | Ernst Scholz         | SED   |
|       | Ministre de la Culture                                    |  | Alexander Abusch     | SED   |
|       | Ministre de la Justice                                    |  | Hilde Benjamin       | SED   |
|       | Secrétaire d'État à l'Enseignement supérieur et technique |  | Wilhelm Girnus       | SED   |
|       | Président du Comité central de contrôle de l'État         |  | Ernst Wabra          | SED   |